# ミリ秒
ミリ秒（ミリびょう、millisecond、記号: ms）は、1000分の1秒 (10−3 s, 1/1000 s) に等しい時間の単位である。
「ミリ秒」という語は、SI接頭語である「ミリ」とSI基本単位の「秒」で構成される。その記号は ms である。 
1ミリ秒は1000マイクロ秒および 1/1000 秒 に等しい。SI接頭語「センチ」「デシ」を使って、10ミリ秒（ 1/100 秒）に等しい「センチ秒」(centisecond)、100ミリ秒（ 1/10 秒）に等しい「デシ秒」(decisecond) といった単位も定義はできるが、通常これらの単位が用いられることはなく、数十ミリ秒および数百ミリ秒として表される。トラックレースや競馬・競泳の競走などでは10ミリ秒または100ミリ秒単位で計時される。

ミリ秒で表される時間については、1 E-3 s・1 E-2 s・1 E-1 sを参照。

## 符号位置
| 記号 | Unicode | JIS X 0213 | 文字参照          | 名称   |
| ---- | ------- | ---------- | ----------------- | ------ |
| ㎳   | U+33B3  | -          | &#x33B3; &#13235; | ミリ秒 |